# Notre-Dame-d’Aliermont
Notre-Dame-d’Aliermont ist eine französische Gemeinde mit 712 Einwohnern (Stand: 1. Januar 2022) im Département Seine-Maritime in der Region Normandie (vor 2016 Haute-Normandie). Sie gehört zum Arrondissement Dieppe und zum Kanton Dieppe-2 (bis 2015 Kanton Envermeu). Die Einwohner werden Aliermontais genannt.

## Geographie
Notre-Dame-d’Aliermont liegt etwa 18 Kilometer südöstlich von Dieppe. Umgeben wird Notre-Dame-d’Aliermont von den Nachbargemeinden Douvrend im Norden und Nordosten, Wanchy-Capval im Osten, Sainte-Agathe-d’Aliermont im Südosten, Osmoy-Saint-Valery im Süden, Saint-Vaast-d’Équiqueville im Südwesten, Saint-Jacques-d’Aliermont sowie Saint-Nicolas-d’Aliermont im Nordwesten.

## Bevölkerungsentwicklung
| Jahr                      | 1962 | 1968 | 1975 | 1982 | 1990 | 1999 | 2006 | 2013 |
| Einwohner                 | 406  | 395  | 441  | 486  | 525  | 538  | 617  | 718  |
| Quelle: Cassini und INSEE |      |      |      |      |      |      |      |      |

## Sehenswürdigkeiten
- Kirche Notre-Dame aus dem 13. Jahrhundert, Monument historique

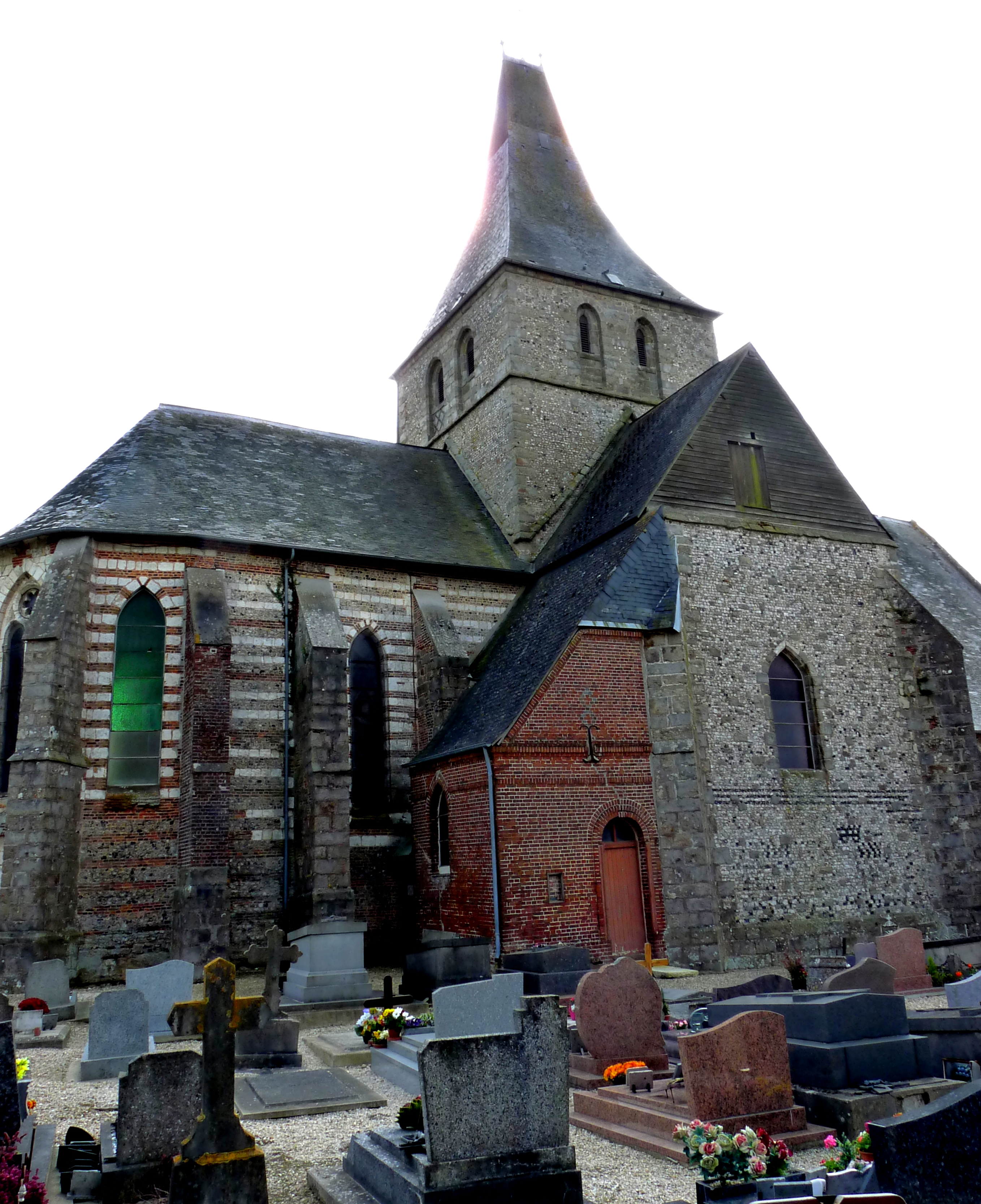
Kirche Notre-Dame